# Metal Commando
Metal Commando è il tredicesimo album in studio del gruppo musicale tedesco heavy/power metal Primal Fear, pubblicato dalla Nuclear Blast il 24 luglio 2020.
Il disco vede l'esordio alla batteria del nuovo entrato Michael Ehré (Gamma Ray, The Unity), che va a sostituire l'italiano Francesco Jovino.

## Tracce
1. I Am Alive – 4:35
2. Along Came the Devil – 4:21
3. Halo – 4:20
4. Hear Me Calling – 4:40
5. The Lost & the Forgotten – 4:08
6. My Name Is Fear – 4:04
7. I Will Be Gone – 4:26
8. Raise Your Fists – 3:53
9. Howl of the Banshee – 4:55
10. Afterlife – 4:30
11. Infinity – 13:12

## Formazione
- Ralf Scheepers - voce
- Magnus Karlsson - chitarra
- Tom Naumann - chitarra
- Alex Beyrodt - chitarra
- Mat Sinner - basso, cori
- Michael Ehré - batteria